# William H. Winslow House

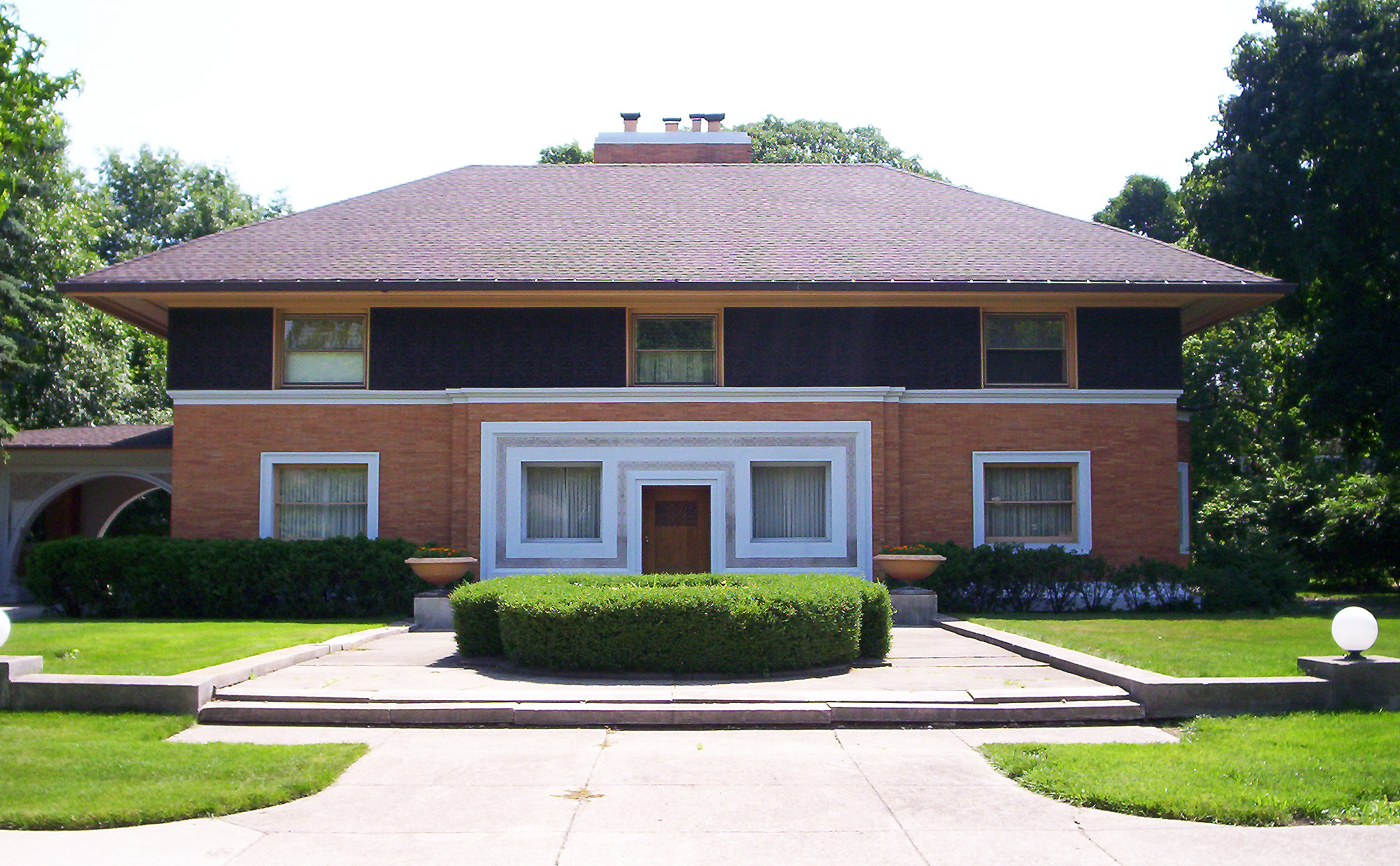
Vooraanzicht

William Herman Winslow Residence is een gebouw van de architect Frank Lloyd Wright in River Forest in de Amerikaanse staat Illinois. Het in 1894 voltooide gebouw, sedert 1970 ingeschreven in de National Register of Historic Places, was de eerst uitgevoerde opdracht van de architect.
De oorspronkelijke eigenaar, William Winslow, was een voorbeeld van Wrights klanten in Chicago, die de architect omschreef als "Amerikaanse zakenlieden met onbedorven instincten en idealen". Winslow was fabrikant van decoratief ijzerwerk en werkte later met Wright samen aan een aantal uitgeverijprojecten, met name voor The Eve of St. Agnes (1896) van John Keats, en William C. Gannett's The House Beautiful (1896/97). De mannen werden voor het eerst met elkaar in contact gebracht door Winslow's contacten met Adler en Sullivan, Wright's vroegere werkgevers. William Winslow kende Wright van zaken met Adler en Sullivan. Hij zat in de handel in siersmeedijzer en zijn firma had de gevel van het Carson Pirie Scott gebouw gemaakt voor Wright's vorige werkgever. Adler en Sullivan waren niet geïnteresseerd in het uitvoeren van residentiële architectuuropdrachten, dus wendde Winslow zich tot Wright. Het ontwerp van het huis is geïnspireerd op het werk van Wrights mentor Louis Sullivan en loopt vooruit op Wrights volwassen Prairie School-gebouwen uit het volgende decennium. Beschut onder een laag zadeldak met brede dakranden, is het huis symmetrisch en horizontaal verdeeld in een stenen gedeelte, een goudkleurig Romeins bakstenen gedeelte, en een terra cotta fries met Sullivaneske ornamenten. In tegenstelling tot de rustige en evenwichtige voorgevel, is de achterzijde een massa van onregelmatige geometrische vormen. Het interieur doet denken aan zowel Wrights eigen huis als aan het Charnley House, met de open haard in het midden tegenover de ingang met kamers aan weerszijden en een verborgen hoofdtrap.
Het huis werd op 17 april 1970 toegevoegd aan het National Register of Historic Places.
In 2016 werd het huis verkocht voor 1,375 miljoen dollar. Het was eigendom geweest van de algemeen directeur van een lokaal televisiestation. Zijn familie had het huis 57 jaar in bezit gehad.

## Afbeeldingen

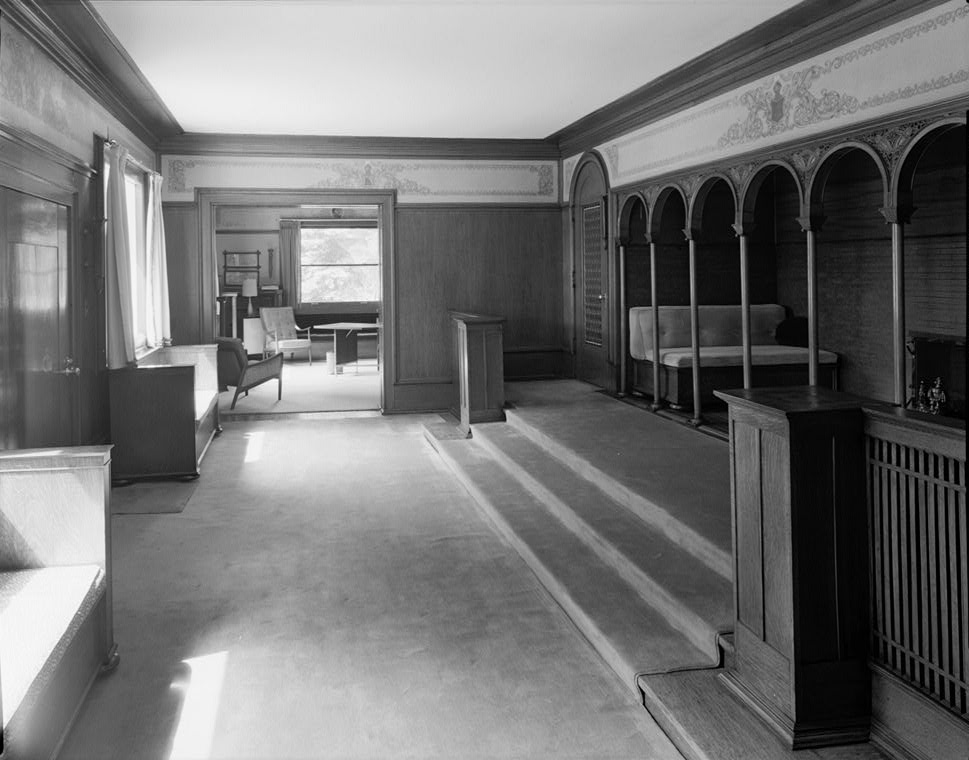
Interieur - de entree
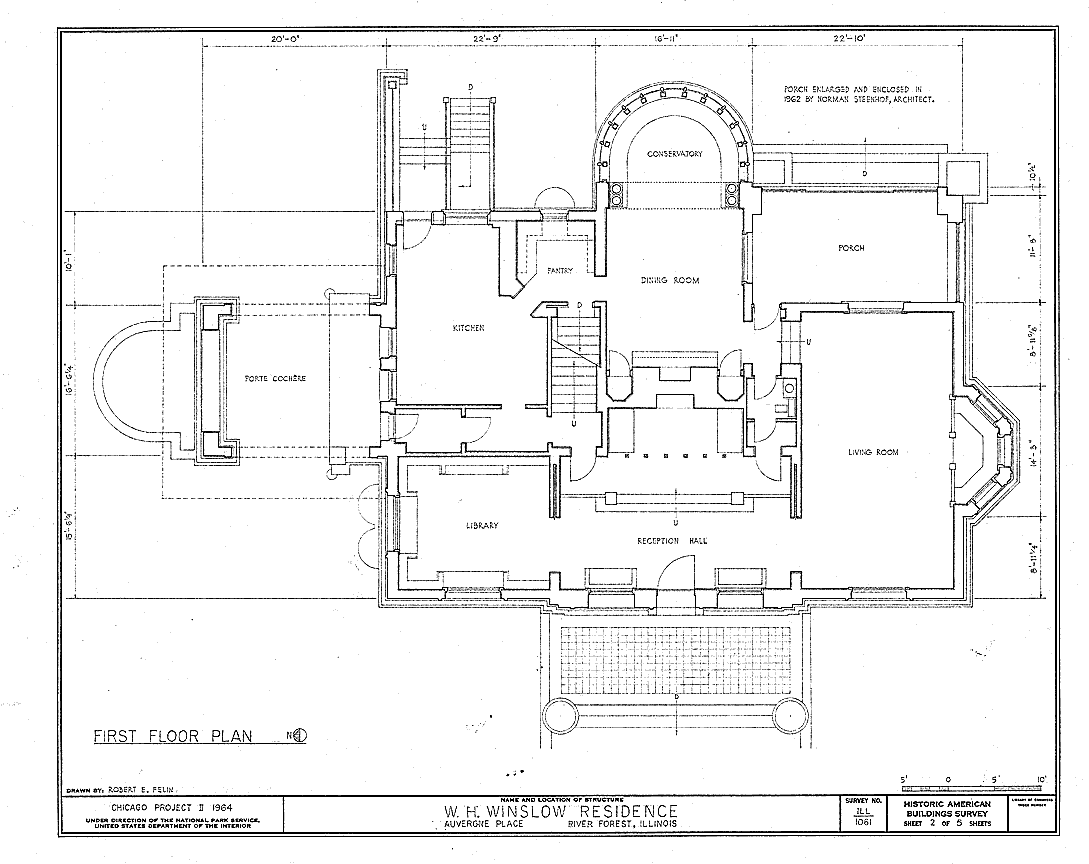
Plattegrond
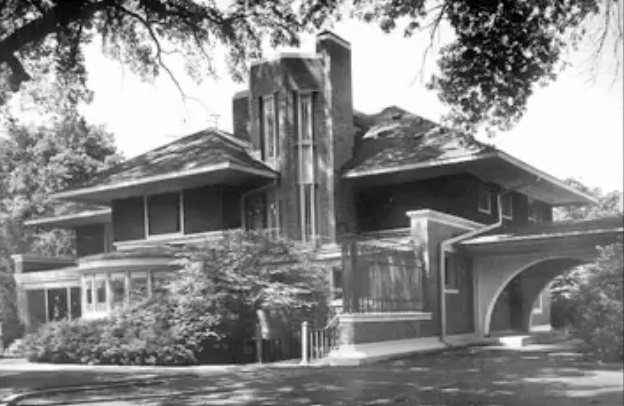
Achterzijde
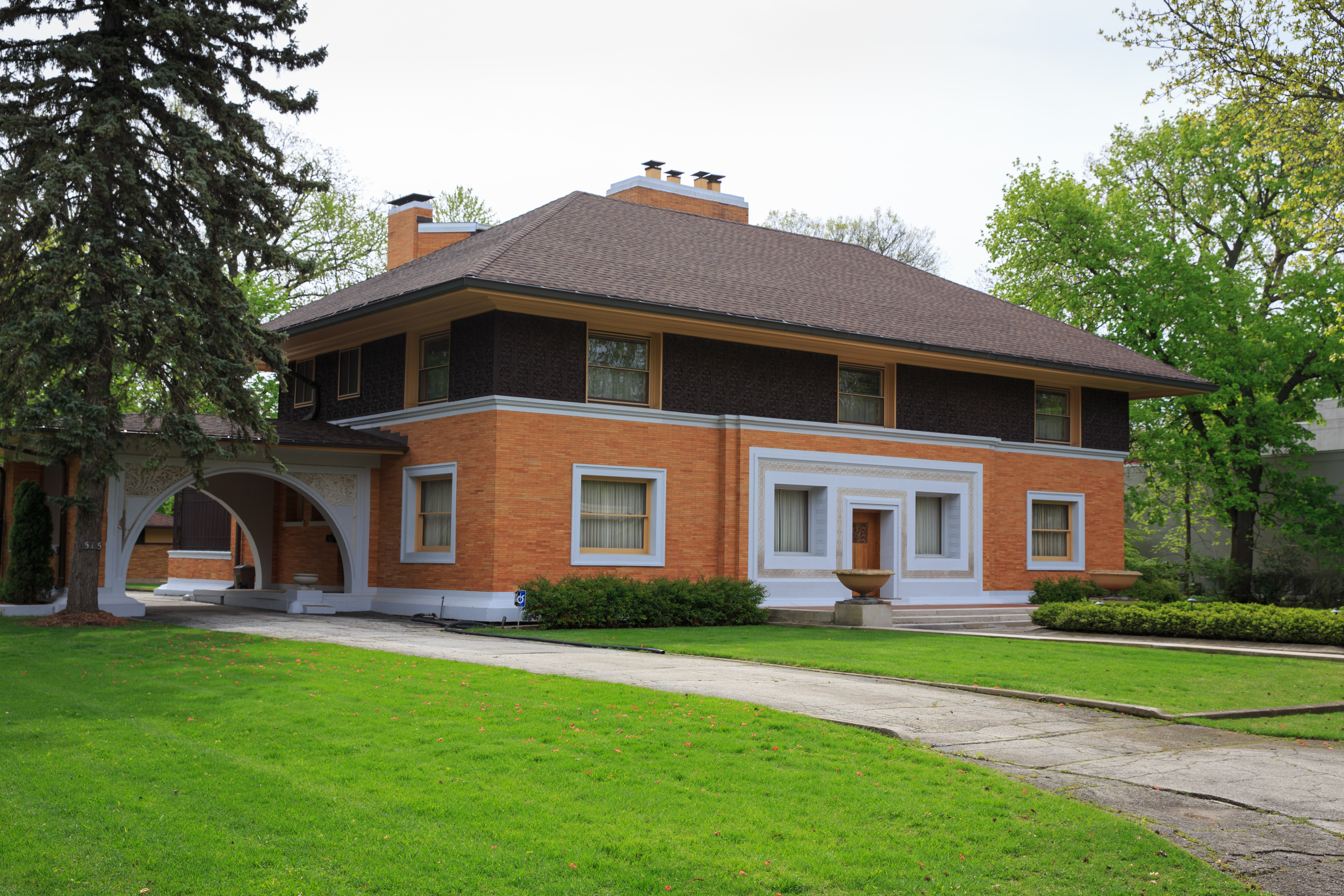